# Maometto secondo
Maometto secondo és una òpera en dos actes de Gioachino Rossini, amb llibret de Cesare della Valle, basada en Anna Erizo del mateix autor. S'estrenà al Teatro San Carlo de Nàpols el 3 de desembre de 1820.
Amb aquesta òpera, una de les últimes òperes italianes de Rossini, tornava a la temàtica de les lluites entre cristians i musulmans assimilable a la idea de les Croades i susceptible d'atraure els classicistes. L'obra posseeix moments molt bells i ofereix escenes de gran lluïment a la protagonista. Va ser la base, uns anys més tard, de la versió francesa titulada Le Siège de Corinthe, presentada pel mateix Rossini a París el 1826, amb canvis molt substancials.
Maometto secondo segueix sent una de les obres més desconegudes de la producció napolitana de Gioachino Rossini. La complexitat estructural d'una obra mastodòntica, amb nombres d'una extensió inaudita -l'arriscat i innovador Terzettone dura més de mitja hora- i la dificultat del paper protagonista, estrenat per Filippo Galli, la fan complicada de muntar i de digerir per al públic.
Ambientada a la dècada de 1470 durant una època de guerra entre turcs i venecians, el nom del personatge principal, Maometto II, fa referència al sultà otomà de la vida real i conqueridor de Constantinoble Mehmet II, que va viure de 1432 a 1481.
Considerat "d'alguna manera [com la seva] òpera més ambiciosa" i com "la millor de les òperes napolitanes de Rossini", Maometto II no va trobar públic a Nàpols i "per ajudar a garantir l'èxit a Venècia i a París, va suavitzar els elements més audaços de la partitura”. Venècia la va veure per primera vegada el 22 de desembre de 1822 i després, traduït al francès i canviat significativament, es va presentar com a Le siège de Corinthe el 1826.

Fins a la preparació de les edicions crítiques de Maometto II, les intencions originals del compositor van romandre fosques. La introducció d'una versió primerenca preparada pels musicòlegs Philip Gossett i Patricia Brauner (juntament amb Claudio Scimone) assenyala algunes de les dificultats per determinar què havia volgut Rossini:
Extraordinària pel seu poder dramàtic i la noblesa del seu contingut musical, Maometto II és també una òpera que planteja molts problemes textuals, ja que les successives revisions de Rossini es van fer directament a la partitura autògrafa. A partir de còpies de la partitura que es remunten a les produccions originals de cadascuna d'aquestes versions, l'edició crítica reconstrueix el text de la primera versió (Nàpols, 1820), que reflecteix les intencions originals del compositor.
Es va preparar una nova edició crítica sota la supervisió de Philip Gossett i editada per l'estudiós holandès Hans Schellevis. Les primeres actuacions que el van utilitzar van ser realitzades per The Santa Fe Opera durant la temporada 2012 i la companyia alemanya, Bärenreiter, va publicar la partitura el 2013.

## Història de la composició
L'òpera va ser escrita quan la carrera compositiva de Rossini començava a disminuir a una òpera per any, i va aparèixer gairebé un any després de Bianca e Falliero, encara que va ser succeïda molt ràpidament per Matilde di Shabran. En acceptar l'encàrrec del San Carlo el maig de 1820, va quedar clar quan Rossini va començar a compondre l'òpera, que "seria la més ambiciosa de totes les seves obres per a l'escenari italià". Com va resultar, "el seu procés de composició va ser llarg i laboriós, les circumstàncies de la seva elaboració inesperadament pesades".
Des de principis de 1820, diversos trastorns polítics van amenaçar el govern del rei Ferran I i aquests van impedir les produccions teatrals i van allargar el procés de composició. Durant aquest temps, Rossini "modificava el llibret de della Valle, accentuant l'aspecte humà de la tragèdia, minimitzant els elements polítics i nacionalistes".
A finals de 1820, la situació política estava prou controlada per permetre la continuïtat de l'activitat teatral i, si bé la producció de Maometto II es va anar allargant, la seva primera representació va tenir lloc al Teatre di San Carlo de Nàpols el 3 de desembre de 1820. Tanmateix, l'òpera "no va agradar gaire als napolitans" ja que el compositor "estava avançant en una direcció que el públic de Nàpols es resistia a seguir".

## Estructura musical
Els musicòlegs han identificat molts elements distintius de la partitura de 1820 per a Nàpols que van anar més enllà de les tradicions existents aleshores. Com assenyala Philip Gossett: "L'òpera italiana de principis del segle XIX funcionava dins d'un sistema afinat de convencions musicals i dramàtiques, moltes de les quals es van desenvolupar i codificar a les òperes anteriors de Rossini".
Algunes d'aquestes novetats expliquen el motiu del rebuig de l'òpera per part del públic napolità d'aquella època, perquè "Rossini va portar el seu art molt més enllà de les seves capacitats". Una característica és que l'acte I dura 90 minuts i només conté cinc seccions, una de les quals és el "terzettone" (un nom exclusiu de Rossini que significa "un gran trio"). Aquest trio té una durada d'uns 25 minuts i inclou "la sortida temporal de dos principals, un foc de canó intrusiu, un esclat de consternació popular i una pregària".
Un altre element és l'allunyament d'un final de l'era del bel canto convencional que normalment contenia un rondó florit i virtuós per a un final feliç o una cabaletta enlloc d'un final tràgic. En canvi, Rossini ofereix a la prima donna una mostra d'art vocal de 40 minuts durant la qual mai abandona l'escenari. A la revisió de Venècia de 1822, Rossini va substituir la seva ària Tanti affetti in tal momento de La donna del lago per tal d'aconseguir l'efecte convencional, així com crear un final feliç. A més, com assenyala Gossett, una característica addicional significativa de l'òpera és que només hi ha cinc àries independents a l'òpera, només dues de les quals acaben amb cabalettes.

## Historial de representacions

### La versió de Venècia i altres produccions a Europa, 1823–1826
A Venècia, aquesta versió "va ser ben rebuda quan Rossini la va revisar per a representacions... al Teatre La Fenice el desembre de 1822.", la seva darrera composició per a una casa italiana. No obstant això, el compositor va haver de cedir a la necessitat d'un canvi significatiu al final original, per la qual cosa "estalviava la sensibilitat veneciana proporcionant-ne un de feliç".
Philip Gossett explica el canvi fet a la partitura de Venècia, que inclou aquest final feliç: és "per eliminar l'horror de la catàstrofe històrica" i, per tant, Rossini va encarregar a un copista que acabés l'òpera amb el rondó Tanti affeti in tal momento, de la seva La donna del lago de 1819, eliminant així l'enfrontament final de Maometto amb Anna, el descobriment del seu matrimoni amb Calbo i el seu suïcidi. Aquesta versió també inclou música de Bianca e Falliero. El 1823 i el 1824, Maometto II es va presentar a Viena i a Milà i després a Lisboa el 1826 i a Barcelona el 1827, però després va desaparèixer.

### Maometto IIes converteix enLe siège de Corinthe
Una gran part de la partitura de Maometto es va adaptar a un nou llibret francès i es va posar en escena a París el 9 d'octubre de 1826 com a Le siège de Corinthe, les guerres entre grecs i turcs aleshores eren d'actualitat, en el context de la guerra d'independència grega.

### Produccions dels segles XX i XXI
En la seva forma original, Maometto II va desaparèixer durant gairebé 150 anys. L'any 1976 la Metropolitan Opera "va representar el que van anomenar L'assedio di Corinto, una traducció italiana de la revisió francesa de la partitura de Rossini". Una versió va ser presentada pel Festival Rossini de Pesaro el 1985. La producció de l'Òpera de San Francisco el 17 de setembre de 1988 es va considerar "més propera a la versió original de Rossini de l'òpera, però també era molt problemàtica".
El gener de 2004 es va presentar a Bilbao una versió de l'òpera a càrrec de la companyia ABAO. Va comptar amb Simone Alaimo i June Anderson en els papers principals. La versió de Venècia es va donar a La Fenice el febrer de 2005, mentre que les actuacions amb una versió editada pel director Claudio Scimone es van donar al Festival de Pesaro l'agost de 2008.

### Maometto IIrestaurada
L'⁣Òpera de Santa Fe (Nou Mèxic) va donar la versió de Nàpols de 1820 de Maometto II restaurada en la seva estrena mundial el 14 de juliol de 2012. L'actuació va utilitzar una edició crítica de l'estudiós holandès Hans Schellevis que va ser publicada per Bärenreiter de Kassel el 2013 sota la direcció general del musicòleg Philip Gossett, que va ser present com a assessor a Santa Fe durant els assajos. El repartiment va comptar amb Luca Pisaroni en el paper principal, la soprano Leah Crocetto (guanyadora del gran premi de les Audicions del Consell Nacional de l'Òpera Metropolitana de 2010) com a Anna, la mezzosoprano Patricia Bardon com a Calbo i el tenor Bruce Sledge com Erisso. Dirigida per David Alden, la producció es va ambientar a la dècada de 1820.
La Garsington Opera a Anglaterra va presentar l'estrena britànica de l'edició crítica durant la seva temporada d'estiu 2013. La Canadian Opera Company va interpretar l'obra durant la seva temporada 2015-16, utilitzant la producció de l'Òpera de Santa Fe.

## Argument
Font:
Temps: 1470
Lloc: Negroponte, al mar Egeu

### Acte I
[Per a la versió de Venècia, 1822: Rossini va afegir una obertura]
El palau del governador, Erisso
Bizanci acaba de caure en mans dels turcs, i les tropes de Maometto II (sultà Mehmet II) assetgen la ciutat veneciana de Negroponte (Calcis). Maometto ha exigit la rendició de la ciutat l'endemà.
Entre els venecians s'està celebrant un consell de guerra i s'expressen diferents opinions sobre les accions proposades. El jove Calbo empeny Paolo Erisso a continuar lluitant i defensant la ciutat, mentre que el general Condulmiero vol cedir. El consens és seguir lluitant i les tropes juren fidelitat a Calbo.
Una altra part del palau
Sola, la filla d'Erisso, Anna, contempla la difícil situació del seu pare. Aria: Ah! che invan su questo ciglio (Ah! En va demano un dolç oblit). Erisso entra juntament amb Calbo, i ell explica la seva situació, suggerint-li que es casi amb Calbo com a protecció addicional. Tanmateix, el seu malestar és evident: explica que s'ha enamorat d'un home anomenat Uberto mentre el seu pare era fora a Venècia. Quan li diuen que aquest mateix Uberto va viatjar amb Erisso i no es va quedar mai a Corint, s'adona que ha estat enganyada per un noble desconegut.
Trio: Ohime! qual fulmine (Ai, quin llamp). L'Erisso li dona un punyal amb el qual es pot defensar si cal.
[Així comença el terzettone ("el gran trio") que transcorre durant els següents 25 minuts d'acció, inclòs el tempo di mezzo del tret de canó]
Se sent un tret de canó i Erisso i Calbo es dirigeixen a la batalla. L'Anna marxa per anar a l'església a pregar.
Una plaça fora de l'església
Les dones es reuneixen i, en arribar l'Anna, s'assabenta per elles que un traïdor ha permès l'entrada a la ciutat dels turcs. Breument, l'Anna prega: Giusto cielo (Cel misericordiós). Tots es refugien a l'església.
La ciutat, l'endemà al matí
Maometto i els seus homes entren a la ciutat, que sembla conèixer bé. Selim té curiositat per saber per què, però el seu general no revela res. Aleshores, els soldats s'acosten i anuncien que Erisso i Calbo han estat capturats. Els dos homes són conduïts, encadenats. Maometto reconeix la seva galanteria, però exigeix que ells i els seus homes es rendeixin i afirma que llavors tots seran alliberats. Pel seu silenci, Erisso rebutja l'oferta i, mentre tots dos estan a punt de ser conduïts per ser torturats, l'Anna i les dones surten de l'església.
Cada personatge reconeix la situació amb què s'enfronta: l'Anna s'adona que Maometto és l'home que va ser el seu amant "Uberto"; Maometto queda bocabadat de redescobrir Anna; i Erisso, igualment estupefacta, no pot creure que s'hagués pogut enamorar del sultà. Cadascun dels altres personatges també expressa la seva angoixa o sorpresa. L'Anna amenaça de suïcidar-se a menys que Maometto alliberi Erisso i Calbo; hi està d'acord. Encara que està confós sobre el seu amor continu, li promet una vida de luxe.

### Acte II
La tenda de Maometto
L'Anna, que ha estat portada a la tenda de Maometto, està envoltada de noies musulmanes que la demanen per suavitzar els seus sentiments cap a ell. Indignada, els rebutja i manifesta la seva determinació d'escapar. En aquell moment entra Maometto. Diu que entén les seves emocions conflictives en descobrir que Uberto és ara Maometto, però encara l'estima i desitja que regni amb ell com a reina d'Itàlia mentre ell permetrà que el seu pare i Calbo (que ha estat descrit com el seu germà) visqui. Rebutjant-lo, declara "Vaig estimar a Uberto; odio un mentider" i continua explicant que el seu amor pel seu país és tan fort que mai el podria estimar tant.
En el seu duet (Anna, tu piangi? Il pianto / pur non è d'odio un segno / Anna, estàs plorant? Les teves llàgrimes no són signe d'odi...) les seves emocions conflictives es revelen amb Maometto declarant que eventualment serà la seva i l'Anna afirmant "Estimo, però abans m'enterrarien que rendir-se a l'amor".
El soroll de fora revela que els soldats de Maometto estan preparats per continuar el seu atac a la ciutadella. Mentre es prepara per marxar, Maometto promet que encara que tingui l'esperança de posseir l'Anna, protegirà el seu pare. Ella insisteix per garantir la seva seguretat en la seva absència i, com a símbol de la seva promesa i de la seva protecció, li dona el seu segell imperial d'autoritat. Instat pels seus capitans, Maometto es compromet a lluitar o morir mentre marxen cap a la batalla a la ciutadella: (Ària: All'invito generoso / A aquesta petició galant). L'Anna promet trobar un mitjà per preservar el seu honor, i també se'n va.
Les voltes de l'església amb la tomba de la mare de l'Anna
Erisso i Calbo s'amaguen a la volta. Erisso parla de la seva frustració, desitjant poder tornar a lluitar a la ciutadella. S'agenolla davant la tomba de la seva dona desitjant que ell també fos mort i no haver de suportar la desgràcia de la seva filla i veure-la amb Maometto. Calbo intenta assegurar-li que l'Anna va ser enganyada, que és innocent i que va ser segrestada per la força pels homes de Maometto: (Ària: Non temer: d'un basso affetto / non fu mai quel cor capace / No tinguis por: aquell cor mai va ser capaç d'emocions baixes).
[Versió de Venècia, 1822: En aquest punt, Maometto entra i s'enfronta als dos homes. Maometto proclama que encara vol casar-se amb l'Anna, però Erisso afirma que preferiria matar la seva filla. En un duet que es converteix en un trio, els tres homes exposen les seves reivindicacions i sentiments, Calbo afirma el seu amor per Anna, Erisso revela que Anna s'ha convertit en la dona de Calbo, i quan Maometto jura venjar-se dels dos homes, Calbo es burla d'ell perquè torni al camp de batalla. El trio conclou amb tots tres afirmant que l'Anna serà la seva recompensa: com a pare, com a amant, com a marit. Aleshores Maometto marxa. S'omet tot l'enfrontament entre Anna, el seu pare i Calbo].
Mentre Erisso espera que Calbo tingui raó, entra l'Anna. Inicialment, rebutja la seva filla perquè es va relacionar amb l'enemic, però ella jura que no es casarà mai amb Maometto. Com a prova, Anna li dona el segell de Maometto, que permetrà a tots dos homes sortir de l'amagatall. Tanmateix, declara que ha de morir, però no abans que el seu pare la casi amb Calbo a la tomba de la seva mare. Erisso agafa les seves dues mans a les seves mentre tots estan al costat de la tomba: (Terzettino: In questi estremi istanti / En aquests moments...). Els dos homes marxen cap al combat contra Maometto.
Sola, Anna contempla la seva situació (Ària: Alfin compita è la metà dell'opra / Per fi s'ha complert la meitat de la tasca). Des de l'església sobre les voltes, un cor de dones resa: Nume, cui 'l sole è trono / Oh Déu el tron del qual és el sol... Gireu la cara cap a nosaltres.
[Versió de Venècia, 1822: Les dones s'uneixen a Anna i s'escolta una commoció mentre la batalla s'ensorra. De sobte, els soldats venecians s'afanyen a proclamar la seva victòria i els segueixen Erisso i Calbo. Erisso abraça la seva filla i li diu que s'ha de casar amb Calbo: "Que la teva mà sigui la recompensa del seu amor". Ella està d'acord. (Ària: Tanti affetti in tal momento / Tantes emocions alhora, ària de Rossini de La donna del lago (1819).
Amb les dones i els soldats cantant la seva alegria, l'Anna s'uneix a Calbo a l'altar quan acaba l'òpera.]
Quan les dones s'aturen, criden a l'Anna i algunes d'elles entren a la volta per dir-li que Maometto ha estat derrotat per Erisso i ha fugit, però que ara la seva vida corre perill, ja que ell buscarà venjança. Ella els diu que preferiria morir.
Els homes de Maometto s'acumulen, però semblen ser impotents per actuar, malgrat les seves demandes. En aquell moment, Maometto i els seus capitans entren i s'enfronten a Anna. Maometto demana que li tornin el segell, però dient-li que l'ha donat al seu pare i que s'ha casat amb Calbo, s'apunyala i mor a la tomba de la seva mare.

## Enregistraments
| Any  | Elenc (Maometto, Anna, Calbo, Erisso)                                    | Director, Teatre d'òpera i orquestra | Segell discogràfic                    |
| ---- | ------------------------------------------------------------------------ | --- | ------------------------------------- |
| 1983 | Samuel Ramey, June Anderson, Margherita Zimmermann, Ernesto Palacio      | Claudio Scimone, Orquestra Philharmonia i Cor d'Òpera Ambrosià | Àudio CD: Philips Cat: 475 509-2      |
| 1985 | Samuel Ramey, Cecilia Gasdia, Lucia Valentini-Terrani, Chris Merritt     | Claudio Scimone, Orquestra Filharmònica de Praga i Cor del Festival Europeu (Gravació en vídeo d'una interpretació en el Festival Rossini de Pesaro)                          | DVD: Premiere Opera Cat: 5187         |
| 2005 | Lorenzo Regazzo, Carmen Giannattasio, Maxim Mironov, Annarita Gemmabella | Claudio Scimone, Orquestra i Cor del Teatro La Fenice (Gravació en vídeo d'una interpretació en el Teatro La Fenice de Venècia de la versió interpretada del febrer de 1822). | DVD: Dynamic Cat: DV 33492            |
| 2008 | Michele Pertusi, Marina Rebeka, Daniela Barcellona, Francesco Meli       | Gustav Kuhn, Orquestra Haydn de Bolzano i Trento i Cor de Cambra Praga (Gravació d'una interpretació en el Arena Adriàtic, Pesaro, agost)                                     | Àudio CD: Celestial Audio Cat: CA 831 |